# بارنيل هال (كاتب)
بارنيل هال (بالإنجليزية: Parnell Hall)‏ (31 أكتوبر 1944، كولفر سيتي في الولايات المتحدة)؛ ممثل، كاتب سيناريو وروائي أمريكي.

## روابط خارجية
- بارنيل هال على موقع IMDb (الإنجليزية)
- بارنيل هال على موقع ألو سيني (الفرنسية)
- بارنيل هال على موقع أول موفي (الإنجليزية)
- بارنيل هال على موقع قاعدة بيانات الفيلم (الإنجليزية)
- بارنيل هال على موقع كينوبويسك (الروسية)